# Dívida climática

Emissões atmosféricas antropogénicas cumulativas per capita de CO2 por país medidas entre os anos de 1950 e 2000

A dívida climática é a dívida que os países desenvolvidos dizem ser devida aos países em desenvolvimento pelos danos causados pelas suas contribuições desproporcionalmente grandes para as alterações climáticas. As emissões globais históricas de gases de efeito estufa, em grande parte por países desenvolvidos, representam ameaças significativas para os países em desenvolvimento, que são menos capazes de lidar com os efeitos negativos das alterações climáticas. Portanto, alguns consideram que os países desenvolvidos têm uma dívida com os em desenvolvimento pelas suas contribuições desproporcionais para as alterações climáticas.
O conceito de dívida climática faz parte do conceito mais amplo de dívida ecológica. Recebeu maior atenção desde a sua apresentação à Conferência das Nações Unidas sobre Alterações Climáticas de 2009, onde os países em desenvolvimento, liderados pela Bolívia, buscaram o pagamento da dívida climática.
Os principais componentes da dívida climática são a dívida de adaptação e a dívida de emissões. A dívida de adaptação é reivindicada aos países desenvolvidos pelos países em desenvolvimento para ajudá-los na sua adaptação às alterações climáticas. A dívida de emissões é reivindicada pelos países em desenvolvimento aos países desenvolvidos pela sua quantidade desproporcional de emissões de gases de efeito de estufa.
Desde a introdução do conceito de dívida climática, tem havido um debate contínuo sobre a interpretação adequada da dívida climática. Os países desenvolvidos e os países em desenvolvimento, bem como as partes interessadas independentes, adotaram uma variedade de posições sobre o assunto.

## História
O conceito de dívida climática foi introduzido pela primeira vez na década de 1990 por organizações não governamentais. Os defensores da dívida climática alegaram que o Norte Global deve ao Sul Global uma dívida pelas suas contribuições para as alterações climáticas. O apoio de nações logo se seguiu. Durante a Cimeira do Grupo dos 77 Sul em Havana em 2000, os países em desenvolvimento defenderam o reconhecimento da dívida climática do Norte Global como base das soluções para as questões climáticas. No entanto, o conceito de dívida climática não foi definido explicitamente na CQNUAC.
Na Conferência das Nações Unidas sobre Alterações Climáticas de 2009, países como Bolívia, Venezuela, Sudão e Tuvalu recusaram a adoção do Acordo de Copenhaga, afirmando que os países industrializados não queriam assumir a responsabilidade pelas alterações climáticas. Na conferência, Bolívia, Cuba, Dominica, Honduras, Nicarágua e Venezuela fizeram uma proposta que avalia a dívida climática histórica dos países desenvolvidos com os países em desenvolvimento. A proposta analisava a causa das alterações climáticas e explicava a dívida de adaptação e a dívida de emissões.Em 2010, a Bolívia e outros países em desenvolvimento sediaram a Conferência Mundial dos Povos sobre Alterações Climáticas e os Direitos da Mãe Terra e chegaram ao Acordo dos Povos, que afirma:

Nós, as pessoas presentes na Conferência Mundial dos Povos sobre Alterações Climáticas e os Direitos da Mãe Terra em Cochabamba, Bolívia, exigimos aos países que consumiram excessivamente o espaço atmosférico que reconheçam as suas responsabilidades históricas e atuais pelas causas e efeitos adversos das alterações climáticas, e honrem as suas dívidas climáticas para com os países em desenvolvimento, com as comunidades vulneráveis nos seus próprios países, com os filhos de nossos filhos e com todos os seres vivos na nossa casa compartilhada – a Mãe Terra.
O Acordo dos Povos afirma que a dívida climática é devida não apenas por compensação financeira, mas também por justiça restaurativa. Rejeitou claramente o Acordo de Copenhaga.
Além dos acordos oficiais entre as nações, a dívida climática tem aparecido nos média públicos tanto com apoiadores quanto com opositores.

## Dívida de Adaptação
A dívida de adaptação é a compensação que os países em desenvolvimento alegam ser devidos pelos danos que sentem pelos efeitos ambientais do mundo desenvolvido. Isso baseia-se na ideia de que as nações mais pobres enfrentam as consequências mais danosas das alterações climáticas, para as quais pouco contribuíram.
Cientistas e investigadores citam que, como resultado da subida do nível do mar, estimulado pelas emissões do mundo desenvolvido, as pessoas dos países mais pobres sofrem uma quantidade crescente de desastres naturais e danos económicos. Esta destruição ambiental prejudica a economia e a subsistência das pessoas nas nações mais pobres.
Os desastres das alterações climáticas afetam desproporcionalmente as regiões mais pobres e tropicais e causaram a maioria dos desastres e biliões de dólares em perdas económicas desde o início do século XXI. Os países mais pobres também carecem de infraestrutura, desenvolvimento e capital necessários para se recuperarem de um desastre, forçando-os a pedir dinheiro emprestado a juros mais altos para ajudar na recuperação da destruição. Isso, por sua vez, piora as oportunidades, o desenvolvimento e a qualidade de vida daqueles que vivem em regiões mais pobres.
A dívida de adaptação visa que os países ricos adotem a responsabilidade de ajudar as nações em desenvolvimento que sofreram os efeitos ambientais negativos da sua industrialização e emissões de carbono. Conforme observado na CQNUAC, isso pode ser feito fornecendo assistência financeira aos países afetados e também gastando recursos para ajudar os países mais pobres a lidar melhor com os desastres naturais.

## Dívida de Emissão

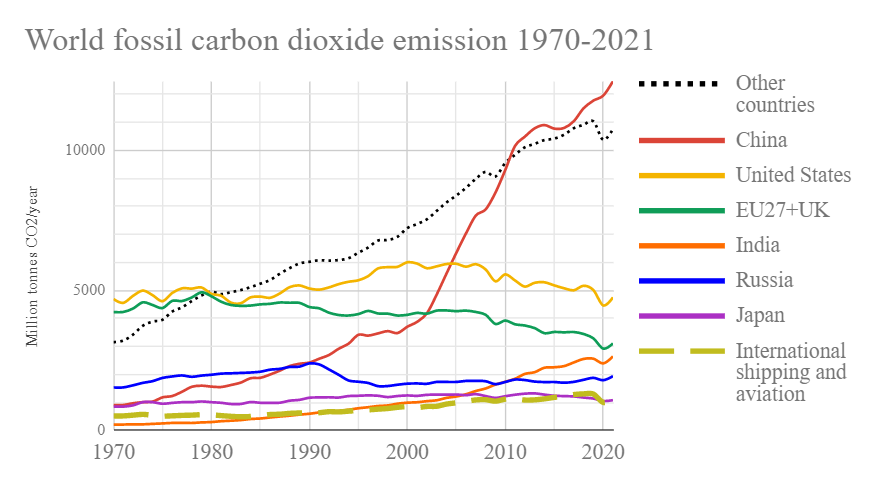
Emissões mundiais de dióxido de carbono fóssil dos seis principais países e confederações

A dívida de emissões é uma dívida dos países desenvolvidos com base na sua contribuição maioritária de gases de efeito de estufa na atmosfera, apesar de terem populações relativamente menores. Por causa das suas contribuições, a quantidade de emissões de carbono que a Terra pode absorver atualmente é menor.
A capacidade de absorção de emissões pelo meio ambiente é denominada como espaço total de carbono; o conceito de dívida de emissões argumenta que os países desenvolvidos abusaram da alocação justa desse espaço. Como resultado, não há espaço de carbono suficiente para os países mais pobres libertarem emissões durante o seu processo de industrialização, sobrecarregando o seu desenvolvimento e sobrevivência.
Os dados mostram que desde cerca de 1750, os Estados Unidos sozinhos contribuíram com 25% de todas as emissões de carbono e os países desenvolvidos no total contribuíram com 70% de todas as emissões. Estima-se que o americano médio deva até 12.000 dólares (US$) em dívidas de emissões de carbono entre 1970 e 2013.
Para pagar a dívida de emissões, os países desenvolvidos precisariam de ajudar os países em desenvolvimento a industrializarem-se de uma forma a reduzir a pressão sobre o meio ambiente e manter as alterações climáticas sob controlo. Eles também precisariam de liderar os esforços para reduzir as emissões globais de carbono. A dívida de emissões também exige uma redistribuição do espaço de carbono entre as nações desenvolvidas e em desenvolvimento e visa alocar o espaço de carbono de acordo com a população de cada país.
Em novembro de 2014, as nações do G20 prometeram apoio e contribuições financeiras ao Fundo Verde para o Clima, que visa ajudar as nações em desenvolvimento a reduzir as emissões dos seus processos económicos e de desenvolvimento. Também os ajudará a adaptarem-se às consequências das alterações climáticas. O objetivo desta iniciativa é contribuir com 100 mil milhões de dólares (US$) para o Fundo Verde para o Clima todos os anos a partir de 2020.

## Discurso político
O apoio à dívida climática geralmente vem de países em desenvolvimento e ONG ambientalistas, com críticas à dívida climática geralmente provenientes de nações desenvolvidas. Analistas independentes têm uma variedade de pontos de vista sobre o assunto, tanto apoiando quanto criticando a ideia.

### Apoios
O apoio à implementação de um quadro de dívida climática é liderado por países em desenvolvimento que têm e continuarão a sentir graves impactos negativos devido às mudanças climáticas. Outros apoiadores primários fora do Sul Global incluem várias ONG ambientais e movimentos de justiça climática no mundo desenvolvido.
Numa apresentação formal da ideia da dívida climática na conferência de Copenhaga, a Bolívia forneceu evidências de que a sua nação foi afetada negativamente pelas alterações climáticas na forma de abastecimento de água ameaçado pelo recuo glaciar, seca, inundações e impactos económicos negativos. Isto foi complementado com dados que mostram que os países desenvolvidos têm contribuído muito mais para as alterações climáticas do que os países em desenvolvimento, sendo que estes últimos correm maior risco dos seus efeitos negativos. Esta evidência foi usada para apoiar o argumento de que os países desenvolvidos têm uma dívida climática para com os países em desenvolvimento que deve ser paga na forma de redução de emissões, conforme acordado no Acordo de Copenhaga. Apoiou-se ainda mais com a afirmação de que os países em desenvolvimento têm direito à sua parcela de espaço ambiental que os países desenvolvidos invadiram com as suas emissões excessivas, e que o pagamento da dívida climática é um meio para alcançar esse espaço.
O primeiro grupo de nações a propor as ideias que se tornariam a base do argumento da dívida climática foi a Aliança dos Pequenos Estados Insulares. A maioria dos países menos desenvolvidos também apoiou essas ideias.

### Críticas
Críticas à ideia de dívida climática são feitas por países desenvolvidos e por alguns analistas políticos independentes. As nações desenvolvidas estão geralmente predispostas negativamente perante o conceito de dívida climática porque, sob tal estrutura, elas precisariam de reduzir rapidamente as emissões e fornecer apoio financeiro significativo aos países em desenvolvimento.
Comummente, as críticas tentam invalidar a ideia de que é devida uma dívida dos países desenvolvidos aos países em desenvolvimento como compensação por emissões históricas e danos ecológicos. Os argumentos usados para apoiar essa alegação incluem o seguinte: embora os países sejam responsáveis pelas emissões que fizeram, eles não devem arcar com a culpa ou dívidas; os efeitos negativos das emissões de carbono não eram compreendidos até recentemente e, portanto, quaisquer emissões feitas antes desse entendimento não devem ser uma fonte de culpa; os países não deveriam arcar com a culpa pelas ações dos seus ancestrais, sobre os quais a geração atual não tinha controlo. Declarações que se alinham com estes argumentos foram feitas pelo principal negociador climático dos Estados Unidos, Todd Stern, na conferência de Copenhaga de 2009.
Uma crítica é que os princípios fundamentais de uma estrutura de dívida climática política não são baseados na ciência. O analista Olivier Godard afirma que a ideia de uma dívida climática requer decisões de julgamento a priori sobre dívida, responsabilidade e o seu lugar nas relações internacionais. Estes julgamentos preventivos invalidam a ideia porque simplificam demais realidades éticas, históricas e políticas complexas.
Outra crítica é que a dívida climática é baseada na visão igualitária de que a atmosfera é um bem comum global, uma visão que se aplica a alguns outros recursos finitos. Esta visão centrada no clima desconsidera todo o crédito que deveria ser devido aos países desenvolvidos pelas suas contribuições positivas para o mundo, como as invenções de governos, filosofias e tecnologias que beneficiaram o mundo inteiro.
Muitos críticos alegaram que, embora o conceito de dívida climática possa ser eticamente correto, na verdade pode minar as negociações políticas sobre as alterações climáticas devido à sua base "adversária", e as negociações devem usar uma estrutura diferente.
Em resposta a algumas destas críticas, os defensores da dívida climática afirmam que os críticos são poucos e que a maioria dos analistas políticos apoia o cumprimento da dívida climática.